# Pylia (Provinz)
Pylia (griechisch Επαρχία Πυλίας Eparchia Pylias) war eine ehemalige Provinz Griechenlands in der Präfektur Messenien. Sie bestand aus der damaligen Gemeinde Pylos und 63 Landgemeinden und umfasste das Gebiet der heutigen Gemeinde Pylos-Nestor und der Gemeindebezirke Epia, Petalidi und Voufrades der Gemeinde Messini. Sie wurde 1997 nach dem Gesetz Nr. 2539, Artikel 19 zum 1. Januar 1999 aufgelöst.